# NXT UK TakeOver: Blackpool II
 (janvier 2021).
La mise en forme du texte ne suit pas les recommandations de Wikipédia : il faut le « wikifier ».
Les points d'amélioration suivants sont les cas les plus fréquents. Le détail des points à revoir est peut-être précisé sur la page de discussion.
- Les titres sont pré-formatés par le logiciel. Ils ne sont ni en capitales, ni en gras.
- Le texte ne doit pas être écrit en capitales (les noms de famille non plus), ni en gras, ni en italique, ni en « petit »…
- Le gras n'est utilisé que pour surligner le titre de l'article dans l'introduction, une seule fois.
- L'italique est rarement utilisé : mots en langue étrangère, titres d'œuvres, noms de bateaux, etc.
- Les citations ne sont pas en italique mais en corps de texte normal. Elles sont entourées par des guillemets français : « et ».
- Les listes à puces sont à éviter, des paragraphes rédigés étant largement préférés. Les tableaux sont à réserver à la présentation de données structurées (résultats, etc.).
- Les appels de note de bas de page (petits chiffres en exposant, introduits par l'outil «  Source ») sont à placer entre la fin de phrase et le point final[comme ça].
- Les liens internes (vers d'autres articles de Wikipédia) sont à choisir avec parcimonie. Créez des liens vers des articles approfondissant le sujet. Les termes génériques sans rapport avec le sujet sont à éviter, ainsi que les répétitions de liens vers un même terme.
- Les liens externes sont à placer uniquement dans une section « Liens externes », à la fin de l'article. Ces liens sont à choisir avec parcimonie suivant les règles définies. Si un lien sert de source à l'article, son insertion dans le texte est à faire par les notes de bas de page.
- La présentation des références doit suivre les conventions bibliographiques. Il est recommandé d'utiliser les modèles {{Ouvrage}}, {{Chapitre}}, {{Article}}, {{Lien web}} et/ou {{Bibliographie}}. Le mode d'édition visuel peut mettre en forme automatiquement les références.
- Insérer une infobox (cadre d'informations à droite) n'est pas obligatoire pour parachever la mise en page.

Pour une aide détaillée, merci de consulter Aide:Wikification.
Si vous pensez que ces points ont été résolus, vous pouvez retirer ce bandeau et améliorer la mise en forme d'un autre article.
NXT UK TakeOver: Blackpool II est un événement de catch professionnel produit par la fédération américaine World Wrestling Entertainment pour leur branche de développement britannique NXT UK. C'est également un événement spécial du WWE Network. Il se déroula le 12 janvier 2020 à l'Empress Ballroom à Blackpool, Lancashire en Angleterre et fut diffusé en direct sur le WWE Network. C'est le troisième événement de la chronologie des NXT UK Takeover.
Cinq matches furent disputés lors de cet événement, incluant l'événement le plus important au cours duquel le champion du Royaume Uni de la WWE WALTER conserva son titre en battant Joe Coffey par soumission. Les autres matches important furent les matches de championnats par équipe lors duquel, Gallus (Mark Coffey et Wolfgang) a battu IMPERIUM (Fabian Aichner et Marcel Barthel), Grizzled Young Veterans (Zack Gibson et James Drake) et Mark Andrews et Flash Morgan Webster lors d'un four way tag team ladder match pour remporter les NXT UK Tag Team Championship, ainsi que le match de championnat féminin au cours duquel Kay Lee Ray conserva son NXT UK Women's Championship en battant Toni Storm et Piper Niven lors d'un triple threat match.

## Production

### Contexte
Takeover est une série d'événement de catch professionnel, le premier fut diffusé le 29 mai 2014 lorsque la branche de développement de la WWE, NXT a tenu son deuxième événement spécial en direct sur le WWE Network. La branche de développement NXT UK débuta en août 2018 et adopta plus tard le titre Takeover pour ses pay-per view commençant avec TakeOver: Blackpool en 2019. En novembre 2019, un troisième Takeover fut annoncé, le lieu où il se déroulera étant annoncé comme étant de nouveau Blackpool.
La carte inclut six matches construits sur des histoires scriptées aux résultats prédéfinis. Les catcheurs tiennent les rôles de heel et face (gentil et méchant) afin de construire une histoire intéressante et divertissante

## Événement
| Role:          | Name:              |
| -------------- | ------------------ |
| Commentators   | Tom Phillips       |
| Commentators   | Nigel McGuinness   |
| Ring announcer | Andy Shepherd      |
| Referees       | Joel Allen         |
| Referees       | Chris Sharpe       |
| Referees       | Chris Roberts      |
| Referees       | Tom Scarborough    |
| Interviewer    | Radzi Chinyanganya |
| Pre-show panel | Andy Shepherd      |
| Pre-show panel | Tom Phillips       |
| Pre-show panel | William Regal      |

### Matches préliminaires
Lors du match d'ouverture, Trent Seven fut battu par Eddie Dennis à la suite d'un Neck Stop Drive.
Ensuite, Kay Lee Ray conserve son NXT UK Women’s Championship contre Toni Storm et Piper Niven. Storm effectua un Frog Splash sur Niven mais Rae porta un Superkick sur Storm et effectua le tombé sur Niven pour la victoire.
Après ça, Tyler Bate effectua un Corkscrew Senton Bomb sur Jordan Devlin pour le battre.
Plus tard, Gallus (Mark Coffey & Wolfgang) conservèrent leurs NXT UK Tag Team Championships contre Grizzled Young Veterans (Zack Gibson & James Drake), Mark Andrews et Flash Morgan Webster et IMPERIUM (Fabian Aichner et Marcel Barthel) lors d'un Ladder match en décrochant les ceintures.

### Main event
Lors du main event, WALTER conserva son championnat du Royaume Uni en battant Joe Coffey. WALTER effectua un Running Front Dropkick sur l'arbitre. Coffey effectua alors un Powerbomb sur WALTER. avant qu'Alexander Wolfe n'entra sur le ring pour porter un coup de pied sur Coffey avant d'être repoussé par Ilja Dragunov qui lui porta un Torpedo Moscow. WALTER porta une Clothesline sur Dragunov avant de soumettre Coffey avec un Side Headlock.
Après le match, The Undisputed Era attaqua IMPERIUM. Cette attaque mènera à un match entre IMPERIUM et l'Undisputed Era lors de Worlds Collide (2020).

## Résultats
| No. | Résultats | Stipulations                                                            | Durée |
| --- | --- | ----------------------------------------------------------------------- | ----- |
| 1UK | Joseph Conners bat A-Kid | Match simple                                                            | 10:17 |
| 2UK | Dave Mastiff bat Kassius Ohno | Match simple                                                            | 6:49  |
| 3 | Eddie Dennis bat Trent Seven | Match simple                                                            | 8:20  |
| 4 | Kay Lee Ray (c) bat Toni Storm et Piper Niven | Triple threat match pour le NXT UK Women's Championship                 | 13:10 |
| 5 | Tyler Bate bat Jordan Devlin | Match simple                                                            | 22:30 |
| 6 | Gallus (Mark Coffey & Wolfgang) (c) bat IMPERIUM (Fabian Aichner & Marcel Barthel) et Grizzled Young Veterans (Zack Gibson & James Drake) et Mark Andrews & Flash Morgan Webster | Fatal 4-way tag team ladder match pour les NXT UK Tag Team Championship | 25:00 |
| 7 | WALTER (c) bat Joe Coffey par soumission | Match simple pour le WWE United Kingdom Championship                    | 27:35 |
| - (c) – Fait référence aux champions - UK – Indique les matches enregistrés pour de futurs épisodes de NXT UK | |                                                                         |       |